# KSC Lokeren
Maillots
Actualités
Dernière mise à jour : 11 août 2019.
Le Koninklijke Sporting Club Lokeren Oost-Vlaanderen était un club de football belge basé à Lokeren. Le club est officiellement déclaré en faillite le 20 avril 2020.

## Histoire
Créé en 1915 le Football Club Racing Club Lokeren a rejoint l'Union Royale Belge des Sociétés de Football-Association en 1920, mais en 1923, il dut être mis liquidation à cause d'une dette de 61,60 franc belge. Le nouveau club de Lokeren fut créé le 22 janvier 1923, sous le nom de Racing Club Lokeren. Celui-ci reçut directement le numéro de matricule 282. Le 19 juillet 1945, le Racing Club Lokeren changea de dénomination en Racing Athletiek en Football Club Lokeren. Après l'obtention du titre de « Société Royale » le 8 juin 1951, le club changea de dénomination le 3 juillet 1951 en Koninlijke Racing Club Lokeren. Le 1er juillet 1970, pour cause de problèmes financiers, le club dut fusionner avec le Koninklijke Standaard Football Club Lokeren et fut dès lors nommé en Koninklijke Sporting Club Lokeren. Lors de la saison 1973-1974, le KSC Lokeren atteignit la Division 1 pour la première fois de son histoire. La période la plus réussie du club de la ville de Lokeren fut en 1980-1981, avec une deuxième place du Championnat de Belgique lors de la saison 1980-1981 ainsi que d'une finale de la Coupe de Belgique lors de la même année et un quart de finale de la Coupe UEFA.
Le 1er juillet 2000, le club fusionna Sint-Niklaasse SK et devint le Koninklijke Sporting Lokeren Sint-Niklaas Waasland. Le 1er juillet 2003, le club eu comme nouveau nom Koninklijke Sporting Club Lokeren Oost-Vlaanderen qui est encore d'usage aujourd'hui. En 2012, le KSC Lokeren remporta sa première Coupe de Belgique après avoir battu le KV Courtrai en finale. En 2014, ils gagnèrent leur 2e Coupe de Belgique après avoir battu le SV Zulte-Waregem 0-1 grâce à un but d'Alexander Scholz.
Relégué au terme de la saison 2018-2019, le club dispute la Division 1B pour la saison 2019-2020.
Le 20 avril 2020, Louis De Vries, président du club, annonce que le club est mis en liquidation judiciaire. Avec près de 5 millions d’euros de dettes, le club est déclaré en faillite.

## Identité du club

### Évolution du blason

KSC Lokeren
KSC Lokeren
KSC Lokeren Sint-Niklaas Waasland (2000-2003)
KSC Lokeren Oost-Vlaanderen (2003-2011)

## Palmarès et statistiques

### Titres et trophées
| Compétitions officielles | Compétitions internationales                                               |
| - Championnat de Belgique - Vice-champion (1) - 1981. - Championnat de Belgique de D2 - Champion (1) - 1996. - Championnat de Belgique de D3 - Champion (2) - 1944 et 1972. - Championnat de Belgique de D4 - Champion (2) - 1957 et 1971. - Vice-champion (1) - 1962. - Coupe de Belgique - Vainqueur (2) - 2012 et 2014. | - Ligue Europa (C3) : - Meilleure performance : Quart de finale (1) - 1981 |
| Compétitions régionales | Tournois saisonniers                                                       |
| |                                                                            |

### Bilan
Statistiques mises à jour le 16 mars 2020 (terme de la saison 2018-2019)
| Niv | Divisions     | Jouées | Titres | TM Up | TM Down |
| --- | ------------- | ------ | ------ | ----- | ------- |
| I   | 1re nationale | 42     | 0      |       | 1       |
| II  | 2e nationale  | 7      | 1      | 1     | 1       |
| III | 3e nationale  | 9      | 2      |       |         |
| IV  | 4e nationale  | 12     | 2      |       |         |
| V   | 5e nationale  | 0      | 0      |       |         |
|     |               |        |        |       |         |
|     | TOTAUX        | 70     | 5      | 1     | 2       |

- TM Up : test-match pour départager des égalités, ou toutes formes de Barrages ou de Tour final pour une montée éventuelle.
- TM Down : test-match pour départager des égalités, ou toutes formes de Barrages ou de Tour final pour le maintien.

### Classement saison par saison
| Ordre               | Saison  | Nom du club                         | Niveau                    | Classement final          | Remarques                 |
| ------------------- | ------- | ----------------------------------- | ------------------------- | ------------------------- | ------------------------- |
| 1                   | 1938-39 | RC Lokeren                          | Promotion (D3) série C    | 8e/14                     |                           |
|                     | 1939-41 | Compétitions interrompues           | Compétitions interrompues | Compétitions interrompues | Compétitions interrompues |
| 2                   | 1941-42 | RC Lokeren                          | Promotion (D3) série A    | 6e/11                     |                           |
| 3                   | 1942-43 | RC Lokeren                          | Promotion (D3) série D    | 8e/15                     |                           |
| 4                   | 1943-44 | RC Lokeren                          | Promotion (D3) série B    | 1er/16                    | Champion et promu         |
|                     | 1944-45 | Compétitions interrompues           | Compétitions interrompues | Compétitions interrompues | Compétitions interrompues |
| 5                   | 1945-46 | RAFC Lokeren                        | Division 1 (D2) série A   | 10e/17                    |                           |
| 6                   | 1946-47 | RAFC Lokeren                        | Division 1 (D2) série B   | 13e/17                    | Relégué après test-match  |
| 7                   | 1947-48 | RAFC Lokeren                        | Promotion (D3) série D    | 13e/16                    |                           |
| 8                   | 1948-49 | RAFC Lokeren                        | Promotion (D3) série D    | 16e/16                    | Relégué                   |
| séries provinciales |         |                                     |                           |                           |                           |
| 9                   | 1952-53 | K. RC Lokeren                       | Promotion série A         | 4e/16                     |                           |
| 10                  | 1953-54 | K. RC Lokeren                       | Promotion série D         | 4e/16                     |                           |
| 11                  | 1954-55 | K. RC Lokeren                       | Promotion série C         | 8e/16                     |                           |
| 12                  | 1955-56 | K. RC Lokeren                       | Promotion série B         | 7e/16                     |                           |
| 13                  | 1956-57 | K. RC Lokeren                       | Promotion série D         | 1er/16                    | Champion et promu         |
| 14                  | 1957-58 | K. RC Lokeren                       | Division 3 série A        | 10e/16                    |                           |
| 15                  | 1958-59 | K. RC Lokeren                       | Division 3 série B        | 15e/16                    | Relégué                   |
| 16                  | 1959-60 | K. RC Lokeren                       | Promotion série C         | 14e/16                    | Relégué                   |
| séries provinciales |         |                                     |                           |                           |                           |
| 17                  | 1961-62 | K. RC Lokeren                       | Promotion série B         | 2e/16                     |                           |
| 18                  | 1962-63 | K. RC Lokeren                       | Promotion série A         | 4e/16                     |                           |
| 19                  | 1963-64 | K. RC Lokeren                       | Promotion série A         | 13e/16                    | Relégué                   |
| séries provinciales |         |                                     |                           |                           |                           |
| 20                  | 1966-67 | K. RC Lokeren                       | Promotion série A         | 16e/16                    | Relégué                   |
| séries provinciales |         |                                     |                           |                           |                           |
| 21                  | 1969-70 | K. RC Lokeren                       | Promotion série B         | 3e/16                     |                           |
| 22                  | 1970-71 | K. SC Lokeren                       | Promotion série D         | 1er/16                    | Champion et promu         |
| 23                  | 1971-72 | K. SC Lokeren                       | Division 3 série A        | 1er/16                    | Champion et promu         |
| 24                  | 1972-73 | K. SC Lokeren                       | Division 2                | 8e/16                     |                           |
| 25                  | 1973-74 | K. SC Lokeren                       | Division 2                | 3e/16                     | Promu                     |
| 26                  | 1974-75 | K. SC Lokeren                       | Division 1                | 8e/20                     |                           |
| 27                  | 1975-76 | K. SC Lokeren                       | Division 1                | 4e/19                     |                           |
| 28                  | 1976-77 | K. SC Lokeren                       | Division 1                | 5e/18                     |                           |
| 29                  | 1977-78 | K. SC Lokeren                       | Division 1                | 13e/18                    |                           |
| 30                  | 1978-79 | K. SC Lokeren                       | Division 1                | 4e/18                     |                           |
| 31                  | 1979-80 | K. SC Lokeren                       | Division 1                | 4e/18                     |                           |
| 32                  | 1980-81 | K. SC Lokeren                       | Division 1                | 2e/18                     | [ saisons 3 ]             |
| 33                  | 1981-82 | K. SC Lokeren                       | Division 1                | 4e/18                     |                           |
| 34                  | 1982-83 | K. SC Lokeren                       | Division 1                | 8e/18                     |                           |
| 35                  | 1983-84 | K. SC Lokeren                       | Division 1                | 10e/18                    |                           |
| 36                  | 1984-85 | K. SC Lokeren                       | Division 1                | 10e/18                    |                           |
| 37                  | 1985-86 | K. SC Lokeren                       | Division 1                | 14e/18                    |                           |
| 38                  | 1986-87 | K. SC Lokeren                       | Division 1                | 4e/18                     |                           |
| 39                  | 1987-88 | K. SC Lokeren                       | Division 1                | 16e/18                    |                           |
| 40                  | 1988-89 | K. SC Lokeren                       | Division 1                | 14e/18                    |                           |
| 41                  | 1989-90 | K. SC Lokeren                       | Division 1                | 11e/18                    |                           |
| 42                  | 1990-91 | K. SC Lokeren                       | Division 1                | 9e/18                     |                           |
| 43                  | 1991-92 | K. SC Lokeren                       | Division 1                | 14e/18                    |                           |
| 44                  | 1992-93 | K. SC Lokeren                       | Division 1                | 17e/18                    | Relégué                   |
| 45                  | 1993-94 | K. SC Lokeren                       | Division 2                | 3e/16                     | Tour final                |
| 46                  | 1994-95 | K. SC Lokeren                       | Division 2                | 13e/18                    |                           |
| 47                  | 1995-96 | K. SC Lokeren                       | Division 2                | 1er/18                    | Champion et promu         |
| 48                  | 1996-97 | K. SC Lokeren                       | Division 1                | 12e/18                    |                           |
| 49                  | 1997-98 | K. SC Lokeren                       | Division 1                | 6e/18                     |                           |
| 50                  | 1998-99 | K. SC Lokeren                       | Division 1                | 5e/18                     |                           |
| 51                  | 1999-00 | K. SC Lokeren                       | Division 1                | 10e/18                    |                           |
| 52                  | 2000-01 | K. SC Lokeren Sint-Niklaas Waasland | Division 1                | 4e/18                     |                           |
| 53                  | 2001-02 | K. SC Lokeren Sint-Niklaas Waasland | Division 1                | 7e/18                     |                           |
| 54                  | 2002-03 | K. SC Lokeren Sint-Niklaas Waasland | Division 1                | 3e/18                     |                           |
| 55                  | 2003-04 | K. SC Lokeren Oost-Vlaanderen       | Division 1                | 10e/18                    |                           |
| 56                  | 2004-05 | K. SC Lokeren Oost-Vlaanderen       | Division 1                | 8e/18                     |                           |
| 57                  | 2005-06 | K. SC Lokeren Oost-Vlaanderen       | Division 1                | 8e/18                     |                           |
| 58                  | 2006-07 | K. SC Lokeren Oost-Vlaanderen       | Division 1                | 16e/18                    |                           |
| 59                  | 2007-08 | K. SC Lokeren Oost-Vlaanderen       | Division 1                | 12e/18                    |                           |
| 60                  | 2008-09 | K. SC Lokeren Oost-Vlaanderen       | Division 1                | 7e/18                     |                           |
| 61                  | 2009-10 | K. SC Lokeren Oost-Vlaanderen       | Division 1                | 14e/16                    | Play-offs 2               |
| 62                  | 2010-11 | K. SC Lokeren Oost-Vlaanderen       | Division 1                | 5e/16                     | Play-offs 1               |
| 63                  | 2011-12 | K. SC Lokeren Oost-Vlaanderen       | Division 1                | 8e/16                     | Play-offs 2               |
| 64                  | 2012-13 | K. SC Lokeren Oost-Vlaanderen       | Division 1                | 5e/16                     | Play-offs 1               |
| 65                  | 2013-14 | K. SC Lokeren Oost-Vlaanderen       | Division 1                | 5e/16                     | Play-offs 1               |
| 66                  | 2014-15 | K. SC Lokeren Oost-Vlaanderen       | Division 1                | 8e/16                     | Play-offs 2               |
| 67                  | 2015-16 | K. SC Lokeren Oost-Vlaanderen       | Division 1                | 11e/16                    | Play-offs 2               |
| 68                  | 2016-17 | K. SC Lokeren Oost-Vlaanderen       | Division 1A               | 11e/16                    | Play-offs 2               |
| 69                  | 2017-18 | K. SC Lokeren Oost-Vlaanderen       | Division 1A               | 13e/16                    | Play-offs 2               |
| 70                  | 2018-19 | K. SC Lokeren Oost-Vlaanderen       | Division 1A               | 16e/16                    | Relégué                   |

## Résultats dans les compétitions européennes
- 1976-1977

Coupe UEFA :
|   | Tour           | Club                 | Aller | Total | Retour | Club        |   |
| - | -------------- | -------------------- | ----- | ----- | ------ | ----------- | - |
| 1 | 1/32 de finale | Red Boys Differdange | 0-3   | 1-6   | 1-3    | KSC Lokeren | 2 |
| 3 | 1/16 de finale | FC Barcelone         | 2-0   | 3-2   | 1-2    | KSC Lokeren | 4 |

- 1980-1981

Coupe UEFA :
|    | Tour           | Club             | Aller | Total | Retour | Club             |    |
| -- | -------------- | ---------------- | ----- | ----- | ------ | ---------------- | -- |
| 5  | 1/32 de finale | KSC Lokeren      | 1-1   | 2-1   | 1-0    | FC Dynamo Moscou | 6  |
| 7  | 1/16 de finale | Dundee United FC | 1-1   | 1-1   | 0-0    | KSC Lokeren      | 8  |
| 9  | 1/8 de finale  | KSC Lokeren      | 1-0   | 3-2   | 2-2    | Real Sociedad    | 10 |
| 11 | 1/4 de finale  | AZ Alkmaar       | 2-0   | 2-1   | 0-1    | KSC Lokeren      | 12 |

- 1981-1982

Coupe UEFA :
|    | Tour           | Club              | Aller | Total | Retour | Club              |    |
| -- | -------------- | ----------------- | ----- | ----- | ------ | ----------------- | -- |
| 13 | 1/32 de finale | FC Nantes         | 1-1   | 3-5   | 2-4    | KSC Lokeren       | 14 |
| 15 | 1/16 de finale | Aris Salonique FC | 1-1   | 1-5   | 0-4    | KSC Lokeren       | 16 |
| 17 | 1/8 de finale  | KSC Lokeren       | 1-0   | 2-4   | 1-4    | FC Kaiserslautern | 18 |

- 1982-1983

Coupe UEFA :
|    | Tour           | Club             | Aller | Total | Retour | Club        |    |
| -- | -------------- | ---------------- | ----- | ----- | ------ | ----------- | -- |
| 19 | 1/32 de finale | Stal Mielec      | 1-1   | 1-1   | 0-0    | KSC Lokeren | 20 |
| 21 | 1/16 de finale | Benfica Lisbonne | 2-0   | 4-1   | 2-1    | KSC Lokeren | 22 |

- 1987-1988

Coupe UEFA :
|    | Tour           | Club            | Aller | Total | Retour | Club        |    |
| -- | -------------- | --------------- | ----- | ----- | ------ | ----------- | -- |
| 23 | 1/32 de finale | Budapest Honvéd | 1-0   | 1-0   | 0-0    | KSC Lokeren | 24 |

- 2003-2004

Coupe UEFA :
|    | Tour              | Club               | Aller | Total | Retour | Club        |    |
| -- | ----------------- | ------------------ | ----- | ----- | ------ | ----------- | -- |
| 25 | Tour préliminaire | KS Dinamo Tirana   | 0-4   | 1-7   | 1-3    | KSC Lokeren | 26 |
| 27 | Premier tour      | Manchester City FC | 3-2   | 4-2   | 1-0    | KSC Lokeren | 28 |

- 2012-2013

Ligue Europa :
|    | Tour     | Club        | Aller | Total | Retour | Club              |    |
| -- | -------- | ----------- | ----- | ----- | ------ | ----------------- | -- |
| 29 | Barrages | KSC Lokeren | 2-1   | 2-2   | 0-1    | FC Viktoria Plzeň | 30 |

- 2014-2015

Ligue Europa :
|    | Tour                              | Club           | Aller | Total | Retour | Club             |    |
| -- | --------------------------------- | -------------- | ----- | ----- | ------ | ---------------- | -- |
| 31 | Barrages                          | KSC Lokeren    | 1-0   | 2-2   | 1-2    | Hull City AFC    | 32 |
| 33 | Phase de poules, groupe L : J1/J5 | Legia Varsovie | 1-0   |       | 0-1    | KSC Lokeren      | 37 |
| 34 | Phase de poules, groupe L : J2/J6 | KSC Lokeren    | 1-0   |       | 1-0    | Metalist Kharkiv | 38 |
| 35 | Phase de poules, groupe L : J3/J4 | Trabzonspor    | 2-0   |       | 1-1    | KSC Lokeren      | 36 |

### Coefficient UEFA
Le coefficient UEFA est utilisé lors des tirages au sort des compétitions continentales organisées par l'Union des associations européennes de football. En fonction des performances des clubs sur le plan européen pendant cinq saisons, ce coefficient est calculé grâce à un système de points et un classement est établi. À l'issue de la saison 2017-2018, le KSC Lokeren est à la cent cinquante-deuxième place .
| Rang | Club                  | Coefficient |
| ---- | --------------------- | ----------- |
| 150  | KV Ostende            | 7.700       |
| 151  | Sporting de Charleroi | 7.700       |
| 152  | KSC Lokeren           | 7.700       |
| 153  | SK Slavia Prague      | 7.500       |
| 154  | Konyaspor             | 7.160       |

## Personnalités du club

### Présidents
Au cours de son histoire, le club a été dirigé par quatre présidents connus différents.
| Rang | Nom             | Période   |
| ---- | --------------- | --------- |
| 1    | Adhemar Goeters | -1976     |
| 2    | Etienne Rogiers | 1976-1984 |

| Rang | Nom             | Période   |
| ---- | --------------- | --------- |
| 3    | Gaston Keppens  | 1984-1994 |
| 4    | Roger Lambrecht | 1994-     |

### Entraîneurs
De la saison 1958-1959 à la saison 2017-2018, 31 entraîneurs connus se sont succédé à la tête du KSC Lokeren.
| Rang | Nom                                | Période   |
| ---- | ---------------------------------- | --------- |
|      | Entraîneur inconnu                 | 1923-1958 |
| 1    | Guy Thys                           | 1958-1959 |
|      | Entraîneur inconnu                 | 1959-1970 |
| 2    | Frans De Bruyne                    | 1970-1971 |
| 3    | Jef Jurion                         | 1971-1974 |
| 4    | Ladislav Novák                     | 1974-1977 |
| 5    | Han Grijzenhout                    | 1977-1978 |
| 6    | Léon Nollet                        | 1978      |
| 7    | Urbain Braems                      | 1978-1979 |
| 8    | Urbain Haesaert & Josef Vacenovský | 1979-1981 |
| 9    | Robert Waseige                     | 1981-1983 |

| Rang | Nom                                         | Période   |
| ---- | ------------------------------------------- | --------- |
| 10   | Dimitri Davidović                           | 1983-1985 |
| 11   | Aimé Antheunis                              | 1985-1987 |
| 12   | Wim Jansen & Włodzimierz Lubański           | 1987-1988 |
| 13   | Aimé Antheunis (2)                          | 1988-1992 |
| 14   | Aimé Antheunis & Josef Vacenovský           | 1992-1993 |
| 15   | Etienne D'Hondt                             | 1993      |
| 16   | Chris Van Puyvelde                          | 1993-1994 |
| 17   | James Storme                                | 1994-1995 |
| 18   | Fi Van Hoof                                 | 1995-1997 |
| 19   | Willy Reynders                              | 1997-1999 |
| 20   | Rudi Cossey & Ronny Van Geneugden (intérim) | 1999      |

| Rang | Nom                   | Période   |
| ---- | --------------------- | --------- |
| 21   | Georges Leekens       | 1999-2001 |
| 22   | Paul Put              | 2001-2003 |
| 23   | Franky Van der Elst   | 2003-2004 |
| 24   | Willy Reynders (2)    | 2004-2005 |
| 25   | Slavoljub Muslin      | 2005      |
| 26   | Aimé Anthuenis (3)    | 2005-2006 |
| 27   | Rudi Cossey (intérim) | 2006      |
| 28   | Ariël Jacobs          | 2006      |
| 29   | Rudi Cossey (intérim) | 2006      |
| 30   | Slavoljub Muslin (2)  | 2006-2007 |
| 31   | Georges Leekens (2)   | 2007-2009 |

| Rang | Nom                 | Période   |
| ---- | ------------------- | --------- |
| 32   | Aleksandar Janković | 2009      |
| 33   | Jacky Mathijssen    | 2009-2010 |
| 34   | Emilio Ferrera      | 2010      |
| 35   | Peter Maes          | 2010-2015 |
| 36   | Bob Peeters         | 2015      |
| 37   | Georges Leekens (3) | 2015-2016 |
| 38   | Rúnar Kristinsson   | 2016-2017 |
| 39   | Peter Maes (2)      | 2017-2018 |
| 40   | Trond Sollied       | 2018-2019 |
| 41   | Glen De Boeck       | 2019      |
| 42   | Stijn Vreven        | 2019-2020 |